# Tea for One
A Tea for One az angol Led Zeppelin együttes hetedik dala az 1976-os Presence albumukról. Szerzője Jimmy Page gitáros és Robert Plant énekes voltak. A 9 és fél perces epikus szám egy lassú blues darab, amely hangzásában és stílusában is az 1970-es Since I’ve Been Loving You című szerzeményre hajaz. A dal Plant autóbalesetét követő kórházban töltött érzéseiről szól, ahol lábadozása alatt magányosnak érezte magát. A szám készítése közben a zenekar nem titkolt vágya az volt, hogy fiatalabb korukat megidézve visszatérjenek gyökereikhez.

## Történet
A "Tea for One" a Presence album felvételekor került megírásra a müncheni Musicland Studiosba 1975. november és december folyamán. A dalban egyfajta sürgető lélekkereséssel Plant elmeséli hogyan érezte magát autóbalesete után, amikor a kórházi ágyban feküdt. Felesége Maureen nélkül, fájó szívvel és magányosan azt érezte, mintha egy perc egy egész életnek tűnne. Mialatt a kórházi ágyon gyógyult erősen foglalkoztatta a családját ért szerencsétlenség. Plant a családjával együtt Görögországban nyaralt 1975 augusztusában, majd az autójuk letért a keskeny útról és egy fának csapódott. A család összes tagja megsérült, Plant eltörte a bokáját, könyökét és a csuklóját. Az énekes kerekesszékbe kényszerült, az album dalait is kénytelen volt így felénekelni a stúdióban. A csaknem halálos autóbaleset kijózanító hatással volt rá: Ez lenne a felnőttkor? Láttam a családom igazi arcát, és azt, hogy valójában mennyit jelent nekem. A fájdalommal és magánnyal teli dalszöveghez illően a zene is melankolikus hangulatot áraszt.
Indítása a Hots on for Nowhere folytatása is lehetne, de a kezdő hard rockos gitárriffet szinte azonnal felváltja egy 6/8-os lüktetésű lassú blues téma. Nemsokára bejön Plant személyes blues énekszólama is, és mindvégig meg is marad visszafogottságot sugárzó különleges hangulata. Ugyan végig egy kitörni készülő feszültséget hordoz, de amikor bekövetkezne egy érzelmi tetőpont, meglepő módon mégis visszasimul a lágy bluesba. Jimmy Page egész végig teljes átérzéssel és finomsággal játszik, szívbemarkoló szólója pedig az egyik legjobb ami az albumon hallható. Játéka kifejező és szenvedélyes, stílusában a régi nagy bluesgitárosok (elsősorban B. B. King) stílusából merít, de a blues-tól eltérő módosított hangsorokat és jazzes szüneteket is bevet.
A rajongók egyik kedvelt darabja a szám, viszont egyesek kritikával is szokták illetni. Keith Shadwick a Led Zeppelinről szóló könyvében úgy ír a számról, mint ami a beteljesületlenség érzetét hagyja maga után. Meglátása szerint a dal gyenge pontja a szóló utáni visszatérő rész, ahol a szokatlanul egysíkúan játszó John Bonham nem tart lépést a hangulatot és emelkedettséget fokozni kívánó újabb gitársávok belépésével. Az újabb versszak és refrén szintén csak arra jó, hogy a megfelelő hosszon túlra nyújtsák a darabot. Az előadás megroggyan a túlsúly alatt, eredeti formája eltorzul, üzenetének egységessége szertefoszlik.
A dalt soha nem adták elő a koncerteken, de 1996-ban amikor Jimmy Page és Robert Plant újra együtt turnézott nagyrészt Zeppelin dalokkal a "Tea for One" is terítékre került. Joe Bonamassa blues gitáros feldolgozta a dalt a 2006-ban megjelent You & Me című albumán.

## Közreműködők
- Jimmy Page – gitár
- Robert Plant – ének
- John Paul Jones – basszusgitár
- John Bonham – dob